# 野靛碱
野靛碱（或 baptitoxine、cytisinicline、sophorine），又称金雀花碱，是一种生物鹼，化学式为C11H14N2O，存在于毒豆属（Laburnum）、金雀儿属（Cytisus）等豆科植物中，常用于戒烟。